# Pasar Baru (Ipuh)
Pasar Baru is een bestuurslaag in het regentschap Muko-Muko van de provincie Bengkulu, Indonesië. Pasar Baru telt 527 inwoners (volkstelling 2010).